# سرداب بايين
سرداب بايين (بالفارسية: سرداب پایین) هي قرية تقع في قسم تششمة لنغان الريفي في إيران. يقدر عدد سكانها بـ 196 نسمة بحسب إحصاء 2016.